# Spoorlijn Klooga - Kloogaranna
De spoorlijn Klooga - Kloogaranna is een spoorlijn in Estland die loopt van Klooga naar Kloogaranna. De spoorlijn is 3,4 kilometer lang. Het is een aftakking van de spoorlijn Tallinn - Paldiski.

## Geschiedenis
De spoorlijn is in 1960 geopend.
Klooga · 
Klooga-Ranna